# غريس وفرانكي
غريس وفرانكي (بالإنجليزية: Grace and Frankie) مسلسل كوميدي ودرامي أمريكي. عرض على نتفليكس في 8 مايو، 2015. من إعداد مارتا كوفمان وهاوارد جاي. موريس وبطولة جاي فوندا وليلي توملن، مارتن شين، بروكلين ديكر، إيثان إيمبري، جون دايان رافاييل وبارون فوغن.
في 26 مايو، 2015، جُدد المسلسل لموسم ثاني، بدأ عرضه في 6 مايو، 2016. وفي 10 ديسمبر، 2015، أعلن نتفليكس عند تجديد المسلسل لموسم ثالث.

## الممثلين والشخصيات
- جاي فوندا بدور غرايس هانسون.
- ليلي توملن بدور فرانسيس «فرانكي» بيرغستاين
- مارتن شين بدور روبرت هانسون
- سام واترسون بدور سول بيرغستاين
- بروكلين ديكر بدور مالوري هانسون
- إيثن إيمبري بدور كويوتي بيرغستاين
- بارون فوغن بدور باد بيرغستاين

## الحلقات

### نظرة عامة
| الموسم | الموسم | تاريخ البث الأصلي |
| الموسم | الموسم | بث لأول مرة       |
| ------ | ------ | ----------------- |
|        | 1      | 8 مايو، 2015      |
|        | 2      | 6 مايو، 2016      |

## وصلات خارجية
- غريس وفرانكي على موقع IMDb (الإنجليزية)
- غريس وفرانكي على موقع ميتاكريتيك (الإنجليزية)
- غريس وفرانكي على موقع الموسوعة البريطانية (الإنجليزية)
- غريس وفرانكي على موقع روتن توميتوز (الإنجليزية)
- غريس وفرانكي على موقع نتفليكس (الإنجليزية)
- غريس وفرانكي على موقع فيلمافينيتي (الإسبانية)
- غريس وفرانكي على موقع كينوبويسك (الروسية)
- غريس وفرانكي على موقع ألو سيني (الفرنسية)
- غريس وفرانكي على موقع قاعدة بيانات الفيلم (الإنجليزية)